# Sparganopseustis flavicirrata
Sparganopseustis flavicirrata es una especie de polilla del género Sparganopseustis, categorizada en la tribu Sparganothini, de la subfamilia Tortricinae. Fue descrita por Walsingham en 1914.
Fue publicada en Biol. Centr.-Am. Lepid. Heterocera 4: 253. Se distribuye por América del Norte: México, en el municipio de Xalapa, estado de Veracruz.